# Karin Widnäs
Karin Widnäs, född 27 april 1898 i Peterhof, död 1973, var en finländsk läkare. Hon var syster till Maria Widnäs.
Widnäs, som var dotter till generalmajor Bernhard Otto Widnäs och Vera Michailoff, genomgick Kejserliga Smolnainstitutet i Sankt Petersburg jämte pedagogiska klasser, inskrevs vid Helsingfors universitet 1918, blev medicine kandidat 1922, medicine licentiat 1930, medicine och kirurgie doktor 1930 och specialist i lungsjukdomar 1938. Hon deltog i UNICEF-kurs i social pediatrik 1948. 
Widnäs var kommunalläkare i Himango och Lochteå 1931–1936, andre underläkare vid Mjölbolsta sanatorium 1936–1939, andre stadsläkare i Vasa 1939–1943, tuberkulos- och barnskyddsläkare 1943–1945, tuberkulosläkare 1945–1951 och tuberkulosbyråläkare från 1951. Hon var skolläkare i Himango och Lochteå 1931–1936 och vid Vasa svenska flicklyceum från 1941. 
Widnäs var ordförande i hälsovårdsnämnden i Himango 1931–1936, i Himango lokalavdelning av Mannerheims barnskyddsförbund 1932–1936, i Vasa tuberkulospatienters förening 1942–1958, i Kvinnliga akademiker i Vasa från 1943, i Vasa svenska kvinnoklubb från 1948, viceordförande i Yrkeskvinnornas förening i Vasa från 1947 och i Yrkeskvinnornas nationalförbund 1953–1956. Hon var medlem av kommunfullmäktige för Svenska folkpartiet i Vasa från 1946, av barnskyddsnämnden i Vasa 1939–1945 och 1948–1951 och av Vasa ortodoxa församlings församlingsråd från 1947. Hon var hedersledamot av Vasa tuberkulospatientförening. Hon skrev Études sur le Diabete sucre chez l'enfant (akademisk avhandling, 1928).